# Maurits Vander Cruyssen

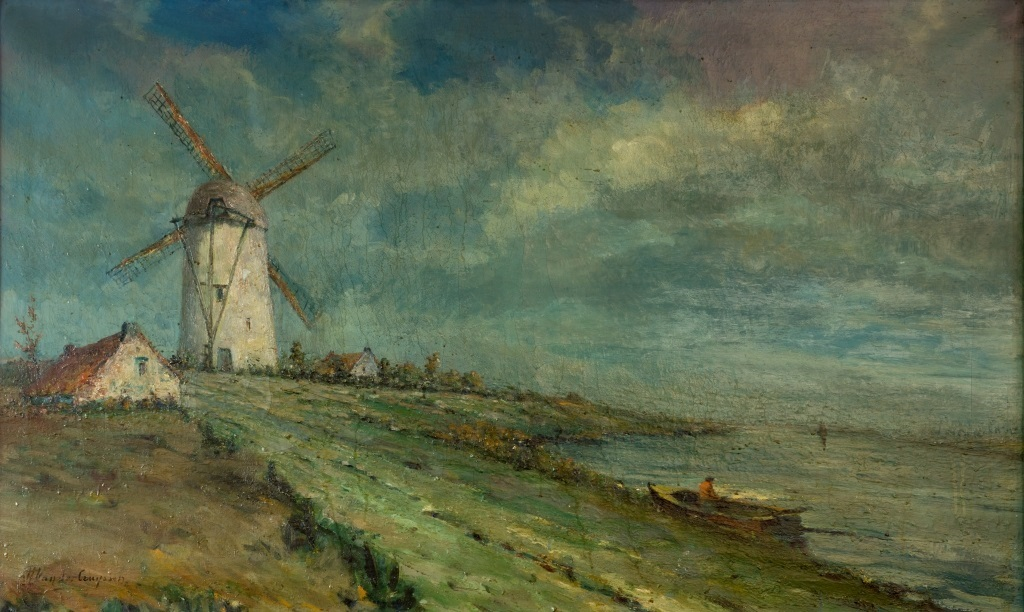
Schilderij van Maurits Vander Cruyssen

Mauritius Franciscus Isabella Vander Cruyssen (Dendermonde, 6 januari 1873 - aldaar, 2 oktober 1942) was een Belgisch kunstschilder.

## Biografie
Maurits (ook: Maurice) Vander Cruyssen was een zoon van meesterzadelmaker Jan Vander Cruyssen en Maria Clementina Maes. De familie van zijn moeder stond gekend als een familie van edelsmeden, schilders en fotografen. Hij was student aan het Heilige Maagdcollege en studeerde vervolgens, evenals zijn jongere broer en latere architect Ernest Vander Cruyssen aan de Dendermondse Academie voor Schone Kunsten onder directeur Jaak Rosseels. Rosseels (Antwerpen, 1828) was een man die het kunstonderwijs een nieuwe richting zou uitsturen en die van groot belang is geweest voor de toenmalige bloei van de Dendermondse academie. Een andere docent, Isidoor Meyers, was een groot inspirator op het vlak van landschapschilderkunst. Vander Cruyssen behaalde er tijdens de tweejaarlijkse wedstrijden (1886-1896) geregeld onderscheidingen en eerste en tweede prijzen, zoals in 1888, 1890, 1894 en 1896. In het laatste jaar werd hij in Rosseels' klas "tekenen naar natuur" bekroond voor het schilderij "Lente", dat een bloeiende appelboom voorstelt. Medeleerlingen waren Leo Spanoghe, Jan Maes en Prosper Lenssens. Het lerarenkorps bestond, naast Rosseels en Meyers, uit Adolf De Pauw, Octaaf Maes, Edouard Bouwens, Van den Dungen en Alexis Sterck.
Vander Cruyssen was een tijdgenoot van Pieter Gorus, Jan Maes en Herman Broeckaert en schilderde vooral impressionistische landschappen doorheen de seizoenen, met molens, boerderijen, kerken en kapelletjes, de Schelde, de boten en sloepen in het Vlotgras. Hij was zeker sedert 1895 lid van de ‘Kunstgilde van de Stad & het Land van Dendermonde’, later bekend als de ‘Dendermondse Kunstkring’. Als "werkend lid" van de Kunstgilde stelde hij onder andere in 1895 tentoon met volgende werken: In Castel (Kastel), Avond-Vlotgras, Grijs Weder en Eene straat te Grembergen. Zijn werken kenden onmiddellijk veel succes, maar hij streefde er nooit naar een artistieke carrière uit te bouwen ten nadele van zijn professionele collega’s kunstschilders. Collectieve tentoonstellingen waren er in 1907 samen met Franz Courtens, in 1940 en in 1942 in de Koninklijke Academie voor Schone Kunsten. Veel van zijn werk bleef lange tijd voor het brede publiek verborgen.
Hij trad in 1901 te Berlare in het huwelijk met Maria Elisa Hertecant (Berlare, 1872 - Dendermonde, 1933) en zij kregen zes kinderen.
In 2013 werd er door de stad Dendermonde een uitgebreide tentoonstelling ingericht waarbij zijn voornaamste werken getoond werden.